# Boult
Pour les articles homonymes, voir Boult (homonymie).
Ne doit pas être confondu avec Bou.
Boult est une commune française située dans le département de la Haute-Saône, la région culturelle et historique de Franche-Comté et la région administrative Bourgogne-Franche-Comté.

## Géographie

### Hydrographie
La commune est baignée par la Tounolle, affluent de l’Ognon.

### Climat
Pour des articles plus généraux, voir Climat de la Bourgogne-Franche-Comté et Climat de la Haute-Saône.
En 2010, le climat de la commune est de type climat des marges montargnardes, selon une étude du Centre national de la recherche scientifique s'appuyant sur une série de données couvrant la période 1971-2000. En 2020, Météo-France publie une typologie des climats de la France métropolitaine dans laquelle la commune est exposée à un climat semi-continental et est dans la région climatique  Lorraine, plateau de Langres, Morvan, caractérisée par un hiver rude (1,5 °C), des vents modérés et des brouillards fréquents en automne et hiver. 
Pour la période 1971-2000, la température annuelle moyenne est de 10,3 °C, avec une amplitude thermique annuelle de 17,3 °C. Le cumul annuel moyen de précipitations est de 1 068 mm, avec 13,1 jours de précipitations en janvier et 9,6 jours en juillet. Pour la période 1991-2020, la température moyenne annuelle observée sur la station météorologique de Météo-France la plus proche, « Rioz », sur la commune de Rioz à 7 km à vol d'oiseau, est de 11,2 °C et le cumul annuel moyen de précipitations est de 1 084,6 mm. 
La température maximale relevée sur cette station est de 39,6 °C, atteinte le 25 juillet 2019 ; la température minimale est de −21,8 °C, atteinte le 20 décembre 2009,,. 
Les paramètres climatiques de la commune ont été estimés pour le milieu du siècle (2041-2070) selon différents scénarios d'émission de gaz à effet de serre à partir des nouvelles projections climatiques de référence DRIAS-2020. Ils sont consultables sur un site dédié publié par Météo-France en novembre 2022.

## Urbanisme

### Typologie
Au 1er janvier 2024, Boult est catégorisée commune rurale à habitat dispersé, selon la nouvelle grille communale de densité à sept niveaux définie par l'Insee en 2022.
Elle est située hors unité urbaine. Par ailleurs la commune fait partie de l'aire d'attraction de Besançon, dont elle est une commune de la couronne,. Cette aire, qui regroupe 310 communes, est catégorisée dans les aires de 200 000 à moins de 700 000 habitants,.

### Occupation des sols
L'occupation des sols de la commune, telle qu'elle ressort de la base de données européenne d’occupation biophysique des sols Corine Land Cover (CLC), est marquée par l'importance des forêts et milieux semi-naturels (55,9 % en 2018), une proportion sensiblement équivalente à celle de 1990 (55,8 %). La répartition détaillée en 2018 est la suivante : 
forêts (51 %), terres arables (25,6 %), prairies (15,5 %), milieux à végétation arbustive et/ou herbacée (4,8 %), zones urbanisées (2,9 %), zones agricoles hétérogènes (0,1 %). L'évolution de l’occupation des sols de la commune et de ses infrastructures peut être observée sur les différentes représentations cartographiques du territoire : la carte de Cassini (XVIIIe siècle), la carte d'état-major (1820-1866) et les cartes ou photos aériennes de l'IGN pour la période actuelle (1950 à aujourd'hui).

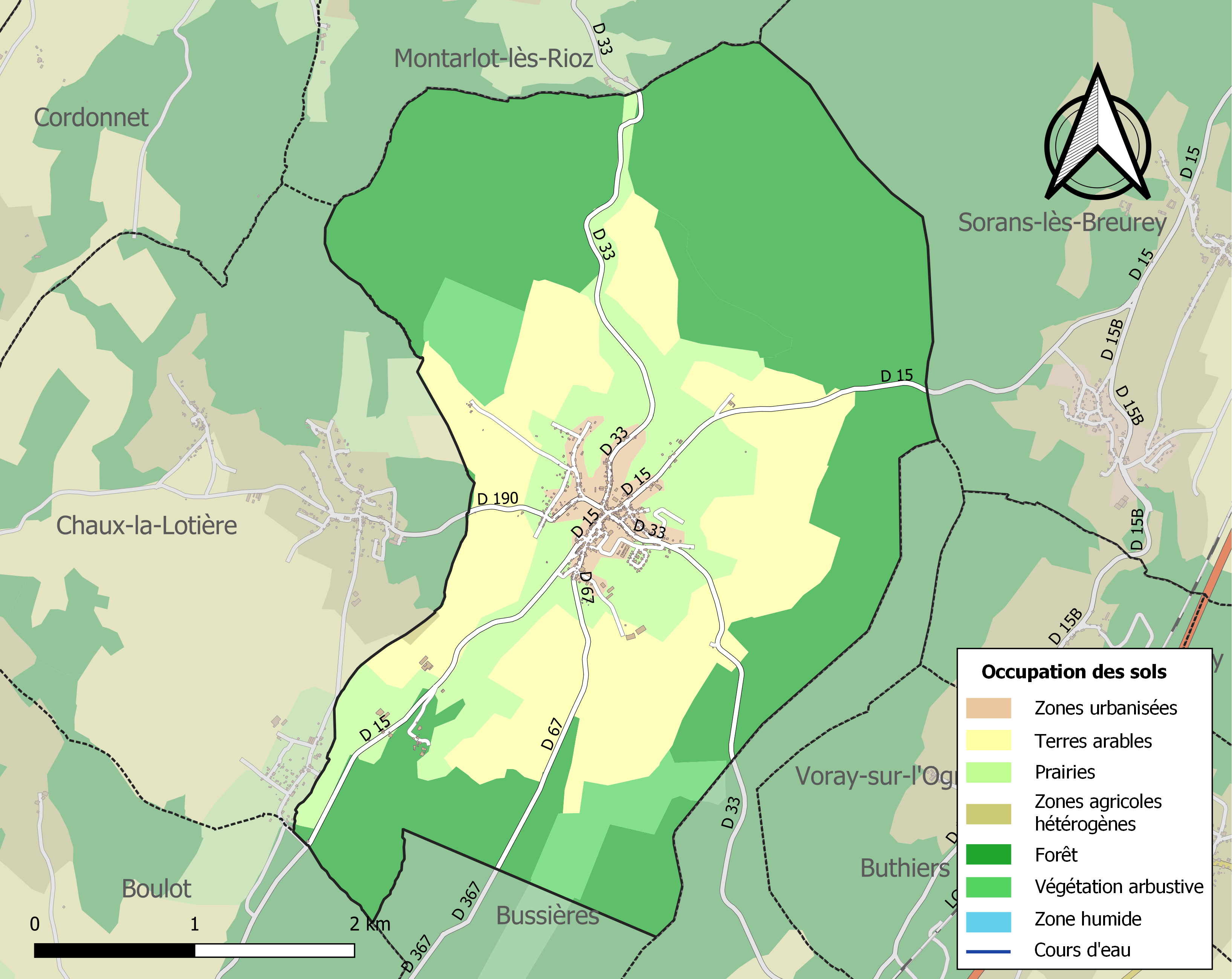
Carte des infrastructures et de l'occupation des sols de la commune en 2018 (CLC).

## Toponymie
De l'oïl boul « bouleau » , d'origine gauloise, *Betullus, variante masculine de betulla « bouleau ».

## Histoire
Une faïencerie fit la prospérité du village de 1730 à 1836 grâce à l'alliance du sable de Boult et de la marne bleue de Sorans-les-Breurey, grâce au châtelain de Boult, le comte Antoine d'Hennezel-Beaujeu et à la famille Gautherot.

## Politique et administration

Carte départementale représentant en rouge la communauté de communes du Pays Riolais.

### Rattachements administratifs et électoraux
La commune fait partie de l'arrondissement de Vesoul du département de la Haute-Saône,  en région Bourgogne-Franche-Comté. Pour l'élection des députés, elle dépend de la première circonscription de la Haute-Saône.
Elle fait partie depuis 1801 du canton de Rioz. Dans le cadre du redécoupage cantonal de 2014 en France, ce canton s'accroît et passe de 27 à 52 communes.

### Intercommunalité
La commune est membre de la communauté de communes du Pays riolais, créée le 29 décembre 1999.

### Liste des maires
| Période                                  | Période                       | Identité             | Étiquette | Qualité                                                                           |
| ---------------------------------------- | ----------------------------- | -------------------- | --------- | --------------------------------------------------------------------------------- |
| Les données manquantes sont à compléter. |                               |                      |           |                                                                                   |
| mars 2001                                | janvier 2004                  | Robert Jeanjean      |           |                                                                                   |
| mars 2004                                | En cours (au 2 décembre 2020) | M. Dominique Guiguen |           | Vice-président de la CC du Pays Riolais (2020 → ) Réélu pour le mandat 2020-2026, |

## Population et société

### Démographie
L'évolution du nombre d'habitants est connue à travers les recensements de la population effectués dans la commune depuis 1793. Pour les communes de moins de 10 000 habitants, une enquête de recensement portant sur toute la population est réalisée tous les cinq ans, les populations de référence des années intermédiaires étant quant à elles estimées par interpolation ou extrapolation. Pour la commune, le premier recensement exhaustif entrant dans le cadre du nouveau dispositif a été réalisé en 2004.

En 2022, la commune comptait 708 habitants, en évolution de +18,99 % par rapport à 2016 (Haute-Saône : −1,4 %, France hors Mayotte : +2,11 %).
| 1793 | 1800 | 1806 | 1821 | 1831 | 1836 | 1841 | 1846 | 1851 |
| ---- | ---- | ---- | ---- | ---- | ---- | ---- | ---- | ---- |
| 697  | 704  | 690  | 719  | 797  | 827  | 798  | 863  | 892  |

| 1856 | 1861 | 1866 | 1872 | 1876 | 1881 | 1886 | 1891 | 1896 |
| ---- | ---- | ---- | ---- | ---- | ---- | ---- | ---- | ---- |
| 770  | 783  | 837  | 721  | 696  | 694  | 645  | 635  | 550  |

| 1901 | 1906 | 1911 | 1921 | 1926 | 1931 | 1936 | 1946 | 1954 |
| ---- | ---- | ---- | ---- | ---- | ---- | ---- | ---- | ---- |
| 503  | 519  | 582  | 463  | 433  | 458  | 416  | 426  | 330  |

| 1962 | 1968 | 1975 | 1982 | 1990 | 1999 | 2004 | 2006 | 2009 |
| ---- | ---- | ---- | ---- | ---- | ---- | ---- | ---- | ---- |
| 325  | 317  | 334  | 336  | 348  | 420  | 511  | 519  | 524  |

| 2014 | 2019 | 2022 | - | - | - | - | - | - |
| ---- | ---- | ---- | - | - | - | - | - | - |
| 589  | 680  | 708  | - | - | - | - | - | - |

### Enseignement
La commune accueille le pôle éducatif des Bobuchots, qui regroupe les éleves de Boult, Boulot, Bussières et Chaux-la-Lotière et est administré par la communauté de communes du Pays riolais au titre de sa compétence scolaire. À la rentrée 2015-2016, il compte 272 élèves répartis dans 11 classes maternelles et primaires.

## Économie
- Plimetal, société située à Chaux et comptant une cinquantaine de salariés[24].

## Culture locale et patrimoine

### Lieux et monuments
La commune comprend plusieurs lieux notables : 
- L'église Saint-Maurice, reconstruite entre 1723 et 1728 sur les plans de Jean-François Lurion de l'Egouthail[25] et son cimetière, dont les tombes les plus anciennes datent des années 1854, 1863, et qui sert également aux défunts de Chaux-la-Lotière, commune dépourvue de cimetière[14]. L'église comprend également un orgue de 1868 par Claude Ignace Callinet[26].
- Le château, propriété privée qui aurait été reconstruit vers 1745 par Claude-Antoine d'Hennezel sur les plans de l'architecte-sculpteur Claude Damien Gardaire[27] et son jardin datant de 1834[28] ;
- La fontaine, construite en 1820-1821 sur les plans de l'architecte Georges Costain[29].
- Scierie, désaffectée, ancien moulin sur la Tounolle, construit au second quart du XIXe siècle[30].

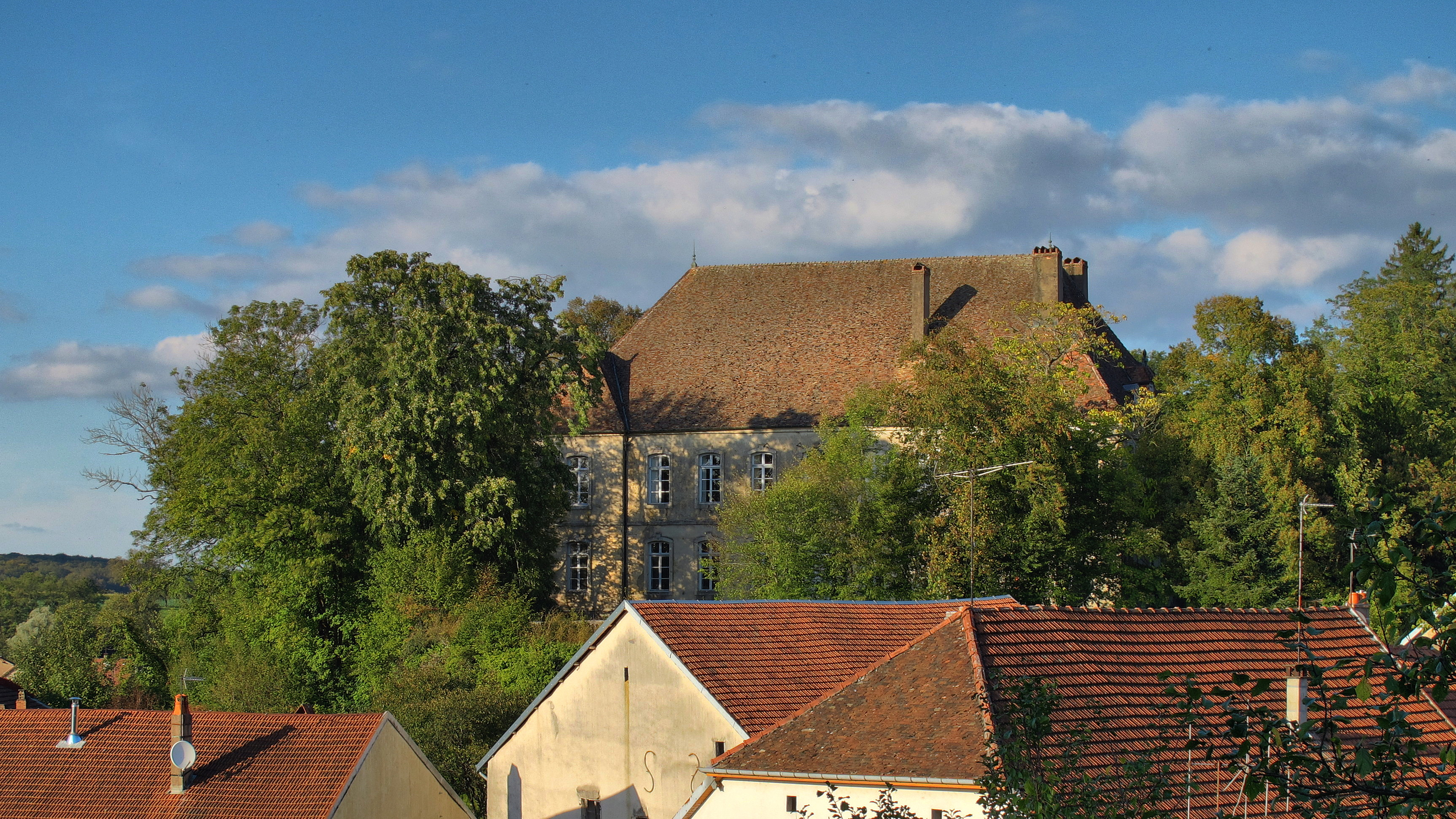
Le Château de Boult.
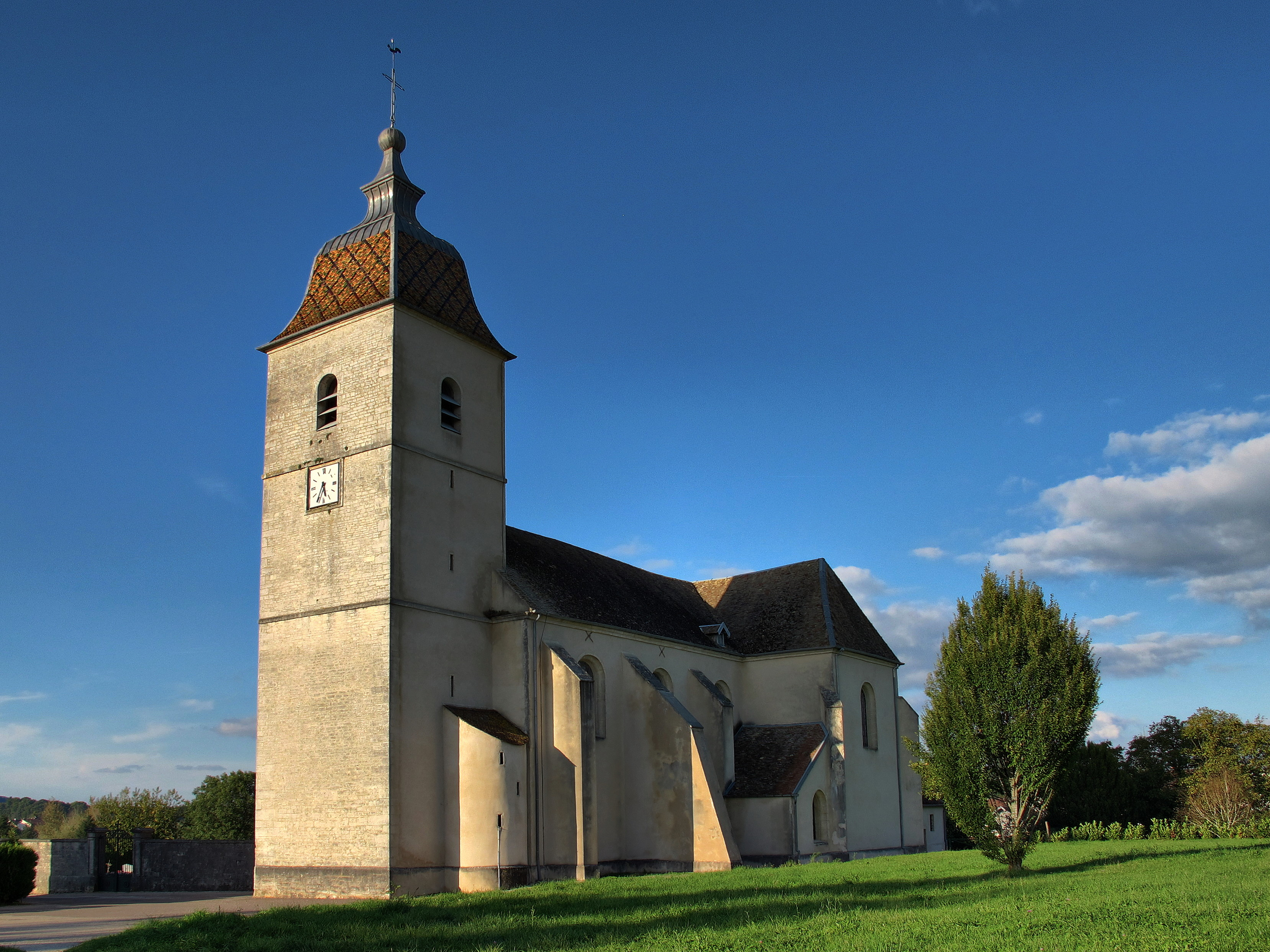
L'église Saint-Maurice.

### Personnalités liées à la commune
- Yves Krattinger, homme politique, né à Boult